# Thịt bạch tuộc

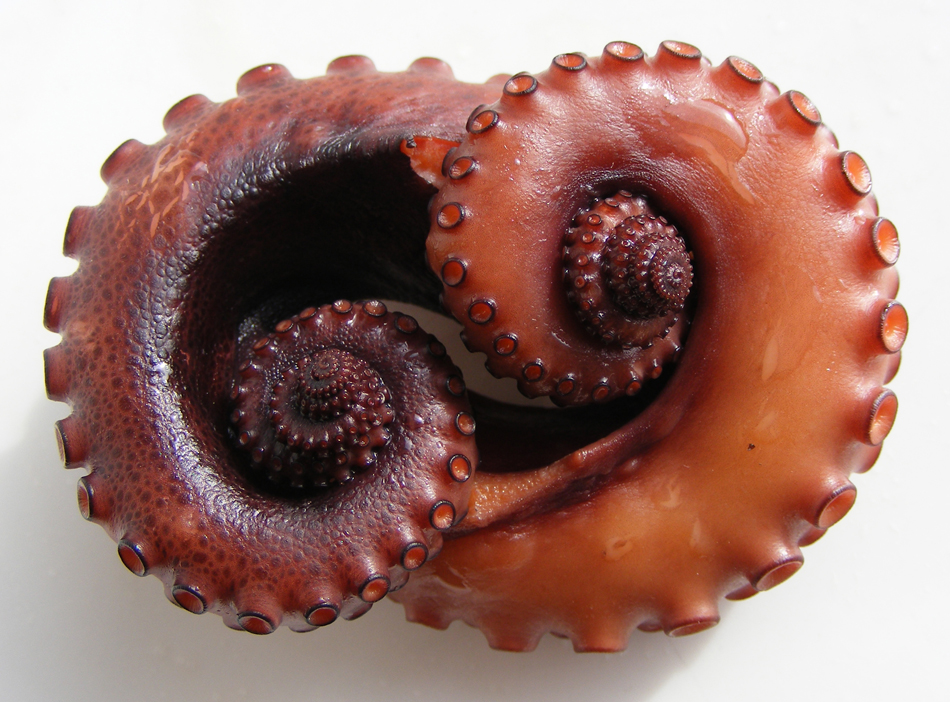
Bạch tuộc nướng

Thịt bạch tuộc còn gọi là Chương ngư là phần thịt của con bạch tuộc. Nhiều nơi trên thế giới bắt bạch tuộc để ăn, tua và các bộ phận khác được chế biến theo nhiều cách, thường là tùy thuộc vào mỗi loại bạch tuộc. Bạch tuộc còn là một thực phẩm phổ biến đối với đầu bếp Nhật, giống như sushi, takoyaki và akashiyaki. Một số loài bạch tuộc còn được dùng để ăn sống và làm thực phẩm bồi bổ sức khỏe (hầu hết ở Hàn Quốc).
Món nổi tiếng về bạch tuộc là Sannakji là một trong các biến thể của hoe trong ẩm thực Triều Tiên. Món này làm từ bạch tuộc sống. Loại bạch tuộc nhỏ vẫn còn tươi nguyên và được cắt thành miếng được tẩm gia vị, một chút dầu vừng và ăn ngay. Người ăn phải nhai thật kỹ trước khi nuốt. Nếu để những chiếc xúc tu dính vào vòm họng có thể gây ra tình trạng tắc thở.

## Tổng quan
Thịt bạch tuộc được dùng trong thực phẩm để chế biến nhiều món ăn ngon và bổ như mực nang, hải sâm. Vị tươi ngon, chế biến đơn giản, bạch tuộc là thực phẩm được nhiều người ưa chuộng. Loại hải sản này còn giàu chất dinh dưỡng, có tác dụng bồi bổ thể lực. Vị tươi ngon, giòn giòn của bạch tuộc kết hợp với nhiều cách chế biến khác nhau. Bên cạnh tác dụng bồi bổ sức khỏe tốt cho những người bệnh mới ốm dậy và phụ nữ sau sinh, các món từ bạch tuộc còn là thức ăn khoái khẩu đối với nhiều người. 

## Thành phần
Thịt bạch tuộc tươi có giá trị dinh dưỡng cao, cung cấp nhiều vitamin thiết yếu như A, B1, B2, C và một số loại khoáng chất như phosphor, calci, sắt, đồng, kẽm, iod, thịt bạch tuộc chứa ít chất béo. Thịt bạch tuộc chứa dồi dào calci, kali, phosphor, vitamin và một số axit béo omega-3. Thịt bạch tuộc chứa nhiều selenium, 85 g bạch tuộc có thể cung cấp khoảng 75 microgram dưỡng chất này. Trong thịt bạch tuộc chứa nhiều vitamin B12, tiêu thụ 85 g bạch tuộc sẽ thu được 30 microgram vitamin B12.

## Công dụng
Theo đông y, thịt bạch tuộc, tên thuốc là chương ngư, có vị ngọt, mặn, tính bình, không độc, có tác dụng ích khí, dưỡng huyết, thông sữa, thu liễm, sinh cơ, chữa cơ thể gầy yếu, thần kinh suy nhược, tắc tia sữa, ở Trung Quốc, người ta dùng bạch tuộc dưới dạng thức ăn - vị thuốc khá phổ biến. Từ bạch tuộc, người ta đã chiết được chất octopamin có tác dụng gây mê, cường giao cảm và một hoạt chất có khả năng trị bệnh rối loạn nhịp tim.

## Lưu ý
Thịt bạch tuộc chỉ ngon khi vừa được câu về, phải còn sống hoặc vẫn còn tươi. Không nên ăn thịt bạch tuộc đốm xanh vì chứa nhiều độc tố tetrodotoxin có thể gây nguy hại đến tính mạng. Bạn nên ăn những loại bạch tuộc tươi sống thông thường, được chế biến kỹ lưỡng tại các cửa hàng thực phẩm uy tín để đảm bảo an toàn cho sức khỏe.

## Ăn sống
Sannakji là món ăn từ thịt bạch tuộc sống là một món ăn truyền thống khá kinh dị tại Hàn Quốc. Nguyên liệu chính của món này là loại bạch tuộc nhỏ, cắt thành từng miếng và phục vụ theo kiểu tươi sống trên đĩa. Những con bạch tuộc đầy súc tu chỉ được làm sạch, ướp qua dầu mè là có thể xơi tái. Thông thường, món này được rưới thêm dầu ăn hoặc sốt và gia vị, ăn cùng vừng và dầu vừng. Đôi khi thực khách còn không cần cắt miếng mà "xơi" nguyên con bạch tuộc tươi sống. Một con bạch tuộc sống được cắt miếng nhỏ hay để nguyên rồi đem phục vụ cùng các xúc tu vẫn còn ngọ nguậy. Chỉ cần một thao tác cơ bản của những người đầu bếp lành nghề những bộ phận không cần thiết của bạch tuộc sẽ bị loại bỏ và chúng cùng các xúc tu vẫn còn ngọ nguậy.
Nó thường được dùng kèm với vừng và dầu mè. Để ăn món ăn này, người ta có thể cắt bạch tuộc sống ra thành từng miếng nhỏ hoặc để cả con và cho vào ăn tận hưởng cảm giác các râu của con bạch tuộc này vẫn đang ngọ nguậy bên trong miệng. Người ta có thể cắt bạch tuộc sống ra thành những miếng nhỏ hoặc để nguyên cả con sau đó ăn sống trong tình trạng các râu của con bạch tuộc vẫn đang ngọ nguậy. Sannakji được thực khách rất ưa thích bởi hương vị của thịt tươi. Ăn bạch tuộc sống vốn được xem là các thưởng thức trọn vẹn mùi vị của món ăn này. Phải "trợn nuốt" nếu không muốn bị nghẹn. Nhiều người đã phải nhả hoặc nôn khi mới thử lần đầu nhưng đa số cho rằng thực khách sẽ bị nghiện nếu đã dùng quen. Tuy nhiên, do ăn sống nên các xúc tu có thể mắc vào cổ họng của thực khách. 